# Чемпионат Франции по волейболу среди женщин
Чемпионат Франции по волейболу среди женщин — ежегодное соревнование женских волейбольных команд Франции. Проводится с 1941 года.
Соревнования проводятся в четырёх дивизионах — Лиге А, 1-й, 2-й и 3-й лигах. 2-я и 3-я лига разделены на группы. Организатором чемпионатов в Лиге А является Национальная волейбольная лига (Ligue Nationale de Volley-balle).

## Формула соревнований (Лига А)
Чемпионат 2024/25 в Лиге А проходил в два этапа — предварительный и плей-офф. На предварительной стадии команды играли в два круга. 8 лучших вышли в плей-офф и далее по системе с выбыванием определили финалистов, которые разыграли первенство. Серии матчей плей-офф проводились до трёх (четвертьфинал) и до двух (полуфинал и финал) побед одного из соперников. 
За победы со счётом 3:0 и 3:1 команды получают 3 очка, 3:2 — 2 очка, за поражение со счётом 2:3 — 1 очко, 0:3 и 1:3 — 0 очков.
В чемпионате 2024/25 в Лиге А участвовали 14 команд: «Леваллуа Пари Сен-Клу» (Париж/Леваллуа-Перре), «Нептюн де Нант» (Нант), «Пэ д’Э» (Венель), «Волеро Ле-Канне» (Ле-Канне), «Вандёвр-Нанси» (Нанси), «Мюлуз Эльзас» (Мюлуз), «Безье», «Бордо Мериньяк» (Бордо), «Тервиль-Флоранж Олимпик» (Тервиль/Флоранж), «Марк-ан-Барёль», «Шамальер», «Расинг Клуб де Канн» (Канны), «Кемпер», «Франс-Авенир» (Тулуза). Чемпионский титул выиграл «Леваллуа Пари Сен-Клу», победивший в финальной серии «Нептюн де Нант» 2-0 (3:2, 3:2). 3-е место заняла команда «Пэ д’Э».

## Призёры
| Год       | 1-е место                                         | 2-е место                                         | 3-е место                                         |
| --------- | ------------------------------------------------- | ------------------------------------------------- | ------------------------------------------------- |
| 1940/41   | «Вилла Примероз» Бордо                            |                                                   |                                                   |
| 1941/42   | «Вилла Примероз» Бордо                            |                                                   |                                                   |
| 1942/43   | «АС де Канн» Канны                                |                                                   |                                                   |
| 1943/44   | Чемпионат отменён                                 | Чемпионат отменён                                 | Чемпионат отменён                                 |
| 1944/45   | «Пари ЮК» Париж                                   |                                                   |                                                   |
| 1945/46   | «Расинг Клуб де Франс» Париж                      |                                                   |                                                   |
| 1946/47   | «Монпелье ЮК» Монпелье                            |                                                   |                                                   |
| 1947/48   | «АС де Канн» Канны                                |                                                   |                                                   |
| 1948/49   | «Монпелье ЮК» Монпелье                            |                                                   |                                                   |
| 1949/50   | «Монпелье ЮК» Монпелье                            |                                                   |                                                   |
| 1950/51   | «Расинг Клуб де Франс» Париж                      |                                                   |                                                   |
| 1951/52   | «Монпелье ЮК» Монпелье                            |                                                   |                                                   |
| 1952/53   | «Расинг Клуб де Франс» Париж                      |                                                   |                                                   |
| 1953/54   | «Расинг Клуб де Франс» Париж                      |                                                   |                                                   |
| 1954/55   | «Расинг Клуб де Франс» Париж                      |                                                   |                                                   |
| 1955/56   | «Расинг Клуб де Франс» Париж                      |                                                   |                                                   |
| 1956/57   | «Монпелье ЮК» Монпелье                            |                                                   |                                                   |
| 1957/58   | «Монпелье ЮК» Монпелье                            |                                                   |                                                   |
| 1958/59   | «Монпелье ЮК» Монпелье                            |                                                   |                                                   |
| 1959/60   | «Стад Франсэ» Париж                               |                                                   |                                                   |
| 1960/61   | «Туркуэн»                                         |                                                   |                                                   |
| 1961/62   | «Монпелье ЮК» Монпелье                            |                                                   |                                                   |
| 1962/63   | «Туркуэн»                                         |                                                   |                                                   |
| 1963/64   | «Туркуэн»                                         | АСУЛ Лион                                         |                                                   |
| 1964/65   | «Расинг Клуб де Франс» Париж                      |                                                   |                                                   |
| 1965/66   | «Расинг Клуб де Франс» Париж                      |                                                   |                                                   |
| 1966/67   | «Пари ЮК» Париж                                   | «Расинг Клуб де Канн» Канны                       |                                                   |
| 1967/68   | «Пари ЮК» Париж                                   | «Расинг Клуб де Канн» Канны                       |                                                   |
| 1968/69   | «Пари ЮК» Париж                                   |                                                   |                                                   |
| 1969/70   | «АСПТТ Монпелье» Монпелье                         |                                                   |                                                   |
| 1970/71   | «АСПТТ Монпелье» Монпелье                         |                                                   |                                                   |
| 1971/72   | «АСПТТ Монпелье» Монпелье                         | «Расинг Клуб де Канн» Канны                       |                                                   |
| 1972/73   | «АСПТТ Монпелье» Монпелье                         |                                                   |                                                   |
| 1973/74   | «АСПТТ Монпелье» Монпелье                         | АСУЛ Лион                                         |                                                   |
| 1974/75   | «АСПТТ Монпелье» Монпелье                         | АСУЛ Лион                                         | «Пари ЮК» Париж                                   |
| 1975/76   | АСУЛ Лион                                         | «АСПТТ Монпелье» Монпелье                         | «Пари ЮК» Париж                                   |
| 1976/77   | «АСПТТ Монпелье» Монпелье                         | АСУЛ Лион                                         | «Пари ЮК» Париж                                   |
| 1977/78   | «Пари ЮК» Париж                                   | «АСПТТ Монпелье» Монпелье                         | АСУЛ Лион                                         |
| 1978/79   | АСУЛ Лион                                         | «АСПТТ Монпелье» Монпелье                         | «Пари ЮК» Париж                                   |
| 1979/80   | АСУЛ Лион                                         | «Кламар»                                          | «Туркуэн»                                         |
| 1980/81   | «Кламар»                                          | «Пари ЮК» Париж                                   | «Туркуэн»                                         |
| 1981/82   | «Кламар»                                          | «Эспуар де Франсе» Тулуза                         | «Пари ЮК» Париж                                   |
| 1982/83   | «Кламар»                                          | «КАСЖ Пари» Париж                                 | «Пари ЮК» Париж                                   |
| 1983/84   | «Кламар»                                          | «КАСЖ Пари» Париж                                 | «Пари ЮК» Париж                                   |
| 1984/85   | «Кламар»                                          | «КАСЖ Пари» Париж                                 | «Сен-Мор» Сен-Мор-де-Фоссе                        |
| 1985/86   | «Кламар»                                          | «Расинг Клуб де Франс» Париж                      | «Сен-Мор» Сен-Мор-де-Фоссе                        |
| 1986/87   | «Расинг Клуб де Франс» Париж                      | «Кламар»                                          | «Стад Франсэ» Париж                               |
| 1987/88   | «Расинг Клуб де Франс» Париж                      | «Кламар»                                          | «Стад Франсэ» Париж                               |
| 1988/89   | «Расинг Клуб де Франс» Париж                      | «Расинг Клуб де Канн» Канны                       | «Кламар»                                          |
| 1989/90   | «Расинг Клуб де Франс» Париж                      | «Курьер»                                          | «Расинг Клуб де Канн» Канны                       |
| 1990/91   | «Расинг Клуб де Франс» Париж                      | «Рьом-Овернь» Рьом-эс-Монтань                     | «Сен-Рафаэль»                                     |
| 1991/92   | «Расинг Клуб де Франс» Париж                      | «Рьом-Овернь» Рьом-эс-Монтань                     | «Расинг Клуб де Канн» Канны                       |
| 1992/93   | «Рьом-Овернь» Рьом-эс-Монтань                     | «Сен-Рафаэль»                                     | «АСПТТ Мюлуз» Мюлуз                               |
| 1993/94   | «Рьом-Овернь» Рьом-эс-Монтань                     | «Расинг Клуб де Канн» Канны                       | «Стелла» Кале                                     |
| 1994/95   | «Расинг Клуб де Канн» Канны                       | «Рьом-Овернь» Рьом-эс-Монтань                     | «Расинг Клуб де Франс» Вильбон-сюр-Иветт          |
| 1995/96   | «Расинг Клуб де Канн» Канны                       | «Рьом-Овернь» Рьом-эс-Монтань                     | «Расинг Клуб де Франс» Вильбон-сюр-Иветт          |
| 1996/97   | «Рьом-Овернь» Рьом-эс-Монтань                     | «Расинг Клуб де Канн» Канны                       | «АСПТТ Мюлуз» Мюлуз                               |
| 1997/98   | «Расинг Клуб де Канн» Канны                       | «АСПТТ Мюлуз» Мюлуз                               | «Расинг Клуб де Франс» Вильбон-сюр-Иветт          |
| 1998/99   | «Расинг Клуб де Канн» Канны                       | «АСПТТ Мюлуз» Мюлуз                               | «Альби»                                           |
| 1999/2000 | «Расинг Клуб де Канн» Канны                       | «Расинг Клуб Вильбон» Вильбон-сюр-Иветт           | «ДАМ Ла-Рошет» Ла-Рошет                           |
| 2000/01   | «Расинг Клуб де Канн» Канны                       | «Расинг Клуб Вильбон» Вильбон-сюр-Иветт           | «ДАМ Ла-Рошет» Ла-Рошет                           |
| 2001/02   | «Расинг Клуб де Канн» Канны                       | «Расинг Клуб Вильбон» Вильбон-сюр-Иветт           | «АСПТТ Мюлуз» Мюлуз                               |
| 2002/03   | «Расинг Клуб де Канн» Канны                       | «Расинг Клуб Вильбон» Вильбон-сюр-Иветт           | «АСПТТ Мюлуз» Мюлуз                               |
| 2003/04   | «Расинг Клуб де Канн» Канны                       | «МВС Ла-Рошет» Ла-Рошет                           | «Рьом-Овернь» Рьом-эс-Монтань                     |
| 2004/05   | «Расинг Клуб де Канн» Канны                       | «Расинг Клуб Вильбон» Вильбон-сюр-Иветт           | «МВС Ла-Рошет» Ла-Рошет                           |
| 2005/06   | «Расинг Клуб де Канн» Канны                       | «МВС Ла-Рошет» Ла-Рошет                           | «Безье-Жазеле» Безье                              |
| 2006/07   | «Расинг Клуб де Канн» Канны                       | «АСПТТ Мюлуз» Мюлуз                               | «Альби»                                           |
| 2007/08   | «Расинг Клуб де Канн» Канны                       | «АСПТТ Мюлуз» Мюлуз                               | «Альби»                                           |
| 2008/09   | «Расинг Клуб де Канн» Канны                       | «АСПТТ Мюлуз» Мюлуз                               | «Канне-Рошвиль» Ле-Канне                          |
| 2009/10   | «Расинг Клуб де Канн» Канны                       | «АСПТТ Мюлуз» Мюлуз                               | «Канне-Рошвиль» Ле-Канне                          |
| 2010/11   | «Расинг Клуб де Канн» Канны                       | «АСПТТ Мюлуз» Мюлуз                               | «Канне-Рошвиль» Ле-Канне                          |
| 2011/12   | «Расинг Клуб де Канн» Канны                       | «АСПТТ Мюлуз» Мюлуз                               | «Безье»                                           |
| 2012/13   | «Расинг Клуб де Канн» Канны                       | «Безье»                                           | «АСПТТ Мюлуз» Мюлуз                               |
| 2013/14   | «Расинг Клуб де Канн» Канны                       | «Нант»                                            | «Безье»                                           |
| 2014/15   | «Расинг Клуб де Канн» Канны                       | «Канне-Рошвиль» Ле-Канне                          | «Стад Франсэ Пари Сен-Клу» Париж                  |
| 2015/16   | «Сен-Рафаэль»                                     | «Расинг Клуб де Канн» Канны                       | «Стад Франсэ Пари Сен-Клу» Париж                  |
| 2016/17   | «АСПТТ Мюлуз» Мюлуз                               | «Канне-Рошвиль» Ле-Канне                          | «Расинг Клуб де Канн» Канны                       |
| 2017/18   | «Безье»                                           | «Расинг Клуб де Канн» Канны                       | «АСПТТ Мюлуз» Мюлуз                               |
| 2018/19   | «Расинг Клуб де Канн» Канны                       | «Нант»                                            | «Волеро Ле-Канне» Ле-Канне                        |
| 2019/20   | Из-за пандемии COVID-19 чемпионат не был завершён | Из-за пандемии COVID-19 чемпионат не был завершён | Из-за пандемии COVID-19 чемпионат не был завершён |
| 2020/21   | «АСПТТ Мюлуз» Мюлуз                               | «Безье»                                           | «Нант»                                            |
| 2021/22   | «Волеро Ле-Канне» Ле-Канне                        | «АСПТТ Мюлуз» Мюлуз                               | «Тервиль-Флоранж Олимпик»                         |
| 2022/23   | «Волеро Ле-Канне» Ле-Канне                        | «Мюлуз Эльзас» Мюлуз                              | «Безье»                                           |
| 2023/24   | «Леваллуа Пари Сен-Клу» Париж/Леваллуа-Перре      | «Нептюн де Нант» Нант                             | «Мюлуз Эльзас» Мюлуз                              |
| 2024/25   | «Леваллуа Пари Сен-Клу» Париж/Леваллуа-Перре      | «Нептюн де Нант» Нант                             | «Пэ д’Э» Венель                                   |

### Титулы
| Клуб                         | Победы |
| ---------------------------- | ------ |
| «Расинг Клуб де Канн» Канны  | 21     |
| «Расинг Клуб де Франс» Париж | 15     |
| «АСПТТ Монпелье» Монпелье    | 7      |
| «Монпелье ЮК» Монпелье       | 7      |
| «Кламар»                     | 6      |
| «Пари ЮК» Париж              | 5      |
| «АСУЛ» Лион                  | 3      |
| «Рьом-Овернь» Рьом-э-Монтань | 3      |
| «Туркуэн»                    | 3      |
| «Вилла Примероз» Бордо       | 2      |
| «АС де Канн» Канны           | 2      |
| «АСПТТ Мюлуз» Мюлуз          | 2      |
| «Волеро Ле-Канне» Ле-Канне   | 2      |
| «Стад Франсэ» Париж          | 1      |
| «Сен-Рафаэль»                | 1      |
| «Безье»                      | 1      |